# 대한국민의회
대한국민의회(大韓國民議會)는 1919년 2월 1일 발표된 무오독립선언서에 서명한 문창범 등이 중심이 되어 3월 17일 연해주 블라디보스토크에서 설립한 첫 임시정부이다. 1919년 9월 11일 중국 상하이에 있던 대한민국 임시정부에 통합되었다.

## 개요

### 연해주 지역의 정치.사회적 배경
연해주는 1850년대부터 조선인들이 건너가서 개척하기 시작해 블라디보스토크 등 여러 군데에 신한촌(新韓村) 같은 한인촌들이 건설되었고, 일찌기 간도관리사를 지낸 이범윤 등이 선주하였다. 이어 이상설, 이위종 등 헤이그에 파견되었던 밀사들이 국내로 들어올 수 없어 연해주에 정착하면서 이들을 중심으로 한인들의 단결과 자치를 위해 권업회(勸業會)같은 한인회 기구들이 생겨나기 시작했다. 이에 따라 연해주는 일찍부터 유인석 등 항일의병의 전초 기지로 자리잡았고, 한일병탄을 계기로 일제의 핍박을 피해 한인들의 유입이 급격하게 증가하면서 1910년대 초에는 연해주 일대 한인들의 인구가 10만을 넘었다.
이들을 관리하기 위해 러시아 정부도 한인들의 자치를 상당 부분 수용하고 장려하여 최재형 등 한인사회의 지도급 인사들을 사실 상의 책임자로 인정하였다. 이에 1907년 항일독립운동을 위해 결사한 신민회의 구성원들인 이시영, 이동녕, 이동휘 등도 연해주로 속속 모여들어 함께 한인촌을 거점으로 동의회, 권업회 등을 설립해 연해주 전역의 동포들을 규합하여 재외 독립운동의 전진기지로 점차 발전하였다.

### 대한국민의회 성립 과정
- 고려족중앙총회(1917.6. 니콜스크 우수리스키) + 한족중앙총회 발기회(1918.1. 하바롭스크) → 전로한족중앙총회(1918.6. 니콜스크 우수리스키) → 대한국민의회(1919.3. 블라디보스토크)

### 정부 구성과 경과
1919년 2월 1일 발표된 대한독립선언은 임시정부 수립을 향한 도화선이 되었고, 이에 이은 해내의 기미독립선언과 3.1운동은 그 기폭제가 되었다. 연해주 지역의 독립운동가들은 문창범 등이 미주 지역의 안창호와 연락하는 등의 노력을 통해 3.1 민족대표 33인의 선두에 섰던 손병희를 대통령에 선임하여 대한국민의회를 구성했다. (최근 손병희 대통령, 부통령이 박영효, 국무총리에 이승만이 임명되었다는 논문이 근거가 전혀 없이 집필된 것이 밝혀져 내용이 수정되었음)
- 의 장 문창범
- 부 의 장 김철훈
- 탁지총장 윤현진
- 군무총장 리동휘
- 내무총장 안창호
- 산업총장 남형우
- 참모총장 류동열
- 강화대사 김규식

그러나 곧이어 상해와 국내에서 또다른 임시정부들이 성립되었고, 노령 정부는 연해주 지역의 독립운동단체들이 독자적으로 결의하여 수립했다는 한계로 인해 결정적인 역할을 하지는 못하였다.
이어서 상해에서도 1919년 4월 11일 대한민국 임시정부가 선포되었는데, 이동녕이 임시의정원 의장을 맡았고, 내각 구성에서도 같은 연해주 지역에서 활동한 이동휘가 군무총장, 최재형이 재무총장, 이시영이 법무총장에 , 문창범이 교통총장에 선임되었다. 상해 임정 진영에서도 연해주 지역 독립운동가들의 비중이 커 대한국민의회 진영의 주요한 역할과 협조가 절대적으로 요구되었던 것이다.
국내 한성에서도 임시정부가 구성되자 통합의 필요성이 제기되었고, 이후 각 임정들이 통합 논의를 거쳐 상대적으로 안전지대인 중국 상하이로 정부 소재지를 정하고, 1919년 9월 11일 이들을 통합한 대한민국 임시정부가 수립되었다.

## 의의와 평가
- 대한국민의회는 한일병탄 이후 최초로 구성된 임시정부였다.[2]
- 대한국민의회 구성에 뒤이어 상해 임시정부와 한성임시정부의 성립을 불러오는 촉발제가 되었다.
- 1919년 4월의 상해 임정에도 연해주 지역의 다수 인사들이 참여하거나 내각에 이름이 들어있다.

## 같이 보기
| - 동의회(1908.4) - 권업회(1911.5) - 대한광복군정부(1914) - 무오독립선언 - 상해임시정부 - 한성임시정부 - 대한민국 임시정부 - 이상설 - 이위종 - 문창범 - 신민회 - 이동녕 - 이동휘 - 이시영 - 최재형 - 안창호 1. 2. \| \| 이 글은 한국 근현대사에 관한 토막글입니다. 여러분의 지식으로 알차게 문서를 완성해 갑시다. \| |                                                                                           |
| | 이 글은 한국 근현대사에 관한 토막글입니다. 여러분의 지식으로 알차게 문서를 완성해 갑시다. |